# Grande Mongolie
Pour les articles homonymes, voir Mongolie.
 (août 2017).
Si vous disposez d'ouvrages ou d'articles de référence ou si vous connaissez des sites web de qualité traitant du thème abordé ici, merci de compléter l'article en donnant les références utiles à sa vérifiabilité et en les liant à la section « Notes et références ».

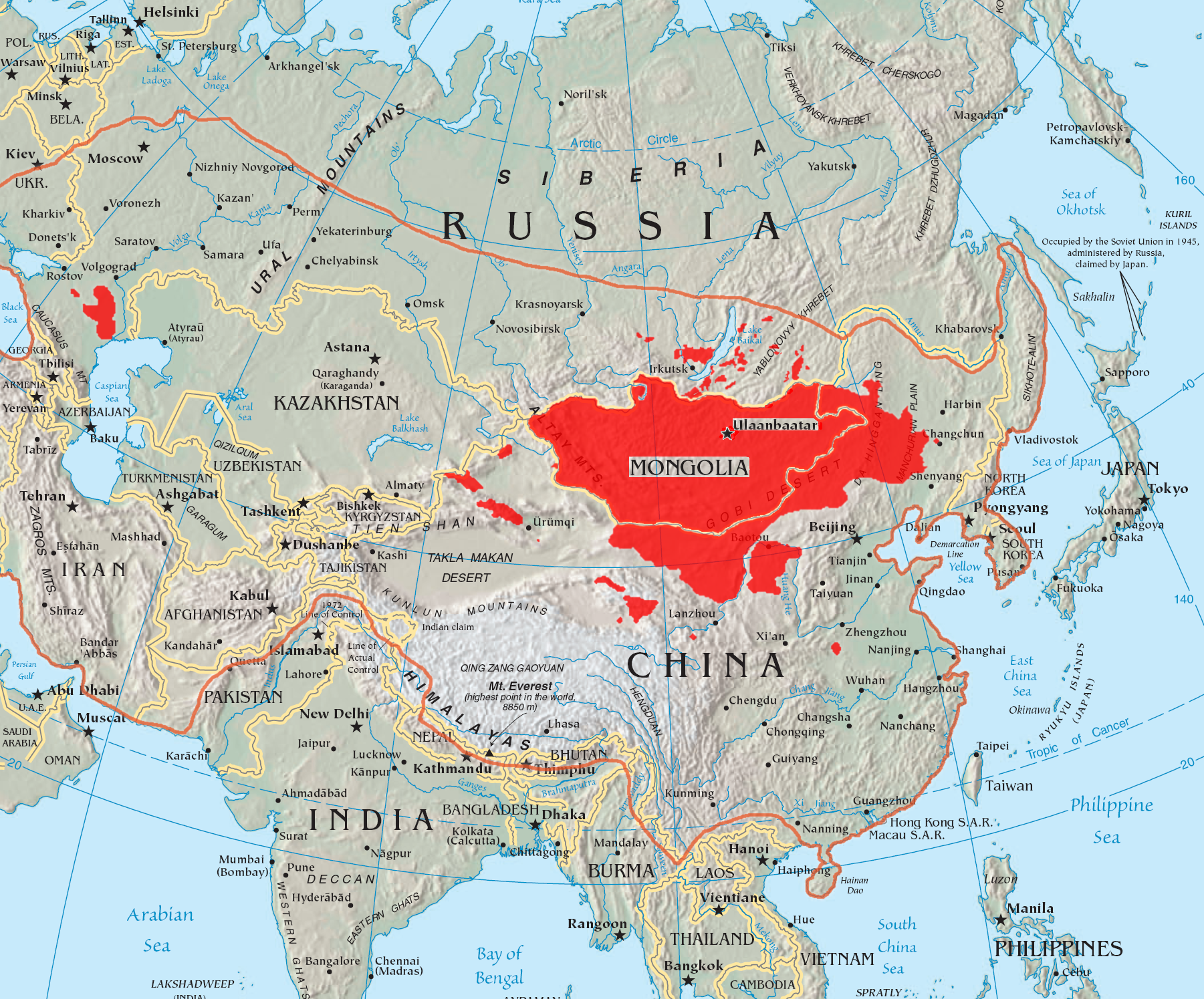
Carte des régions habitées par des Mongols de nos jours

La Grande Mongolie est une région géographique mise en avant par certains nationalistes mongols, située en Asie (Asie centrale et Extrême-Orient), et constituée de territoires contigus habités à partir du XIIIe siècle par des ethnies turques et mongoles lors de la création de l'Empire mongol. Elle inclut approximativement l'État de la Mongolie (réunion de la Mongolie extérieure et de la province de Hovd), la région autonome de Mongolie-Intérieure en Chine, la Bouriatie et d'autres régions habitées par les Mongols et les Turcs, ayant aujourd'hui le statut de république de la fédération de Russie.
Les populations de cette région partagent la culture mongole, turque (principalement kazakh, avec 88.7 % de la population de l'aïmag de Bayan-Ölgiy et Touvains, à l'ouest de la Mongolie) ou toungouse (Khamnigan, groupe d'Evenks de Mongolie) à des degrés divers, et parlent l'une des langues mongoles. Les Mongols ne constituent à présent qu'une minorité dans la plupart de ces régions, à l'exception de la Mongolie.

## Histoire
Ce territoire a été tour à tour habité par des proto-trucs et proto-mongols (Xiongnu ou Huns asiatiques (-209 – 155), Xianbei (93 – 234), Ruanruan, IVe siècle – VIe siècle), par des peuples turcs ; Göktürk (552 – 657 puis 682 – 745), khaganat turc oriental (581 – 630), Khaganat ouïghour (744 – 848) puis Khaganat kirghiz du Yenisei (840 — 925). Elle est ensuite conquise par les Khitans de la dynastie Liao (907/916 – 1125).

### Fondation de l'Empire mongol

Apogée de l'Empire Mongol en 1279

La notion définissant les peuples habitant ces territoires comme « Mongols » a été établie au début du XIIIe siècle, lorsque Genghis Khan eut unifié une grande partie des tribus turco-mongoles en une nation relativement homogène en un Empire mongol. Sa descendance continua les conquêtes, Kubilai Khan conquis l'ensemble de la Chine et y fonde la dynastie Yuan à Khanbalik (aujourd'hui Pékin). Après la chute de cette dynastie sino-mongole en 1368, la majorité de la Grande Mongolie a été reprise par les Chinois de la dynastie Ming. Les Mongols se concentrant alors sur le territoire de ce que l'on appelle la dynastie Yuan du Nord (1368 – 1388/1635). tandis que le reste a été divisé entre plusieurs domaines mongols, principalement les Oïrats et les Khalkhas. À la suite des attaques des Mongols occidentaux (Dzoungars), dont le siège est situé au Nord de l'actuel Xinjiang, sur les régions du Tibet, de la Mongolie-Extérieure, puis intérieure, dans ce que l'on appelle, la guerre Dzoungar-Qing, les Mongols orientaux se rallient aux Mandchous qui contrôlent la Chine, sous la dynastie Qing, ils anéantissent la population de Dzoungarie. Au XVIIe siècle, tout le territoire est tombé sous la domination des Mandchous de la dynastie Qing.

### Division de l'Empire mandchou

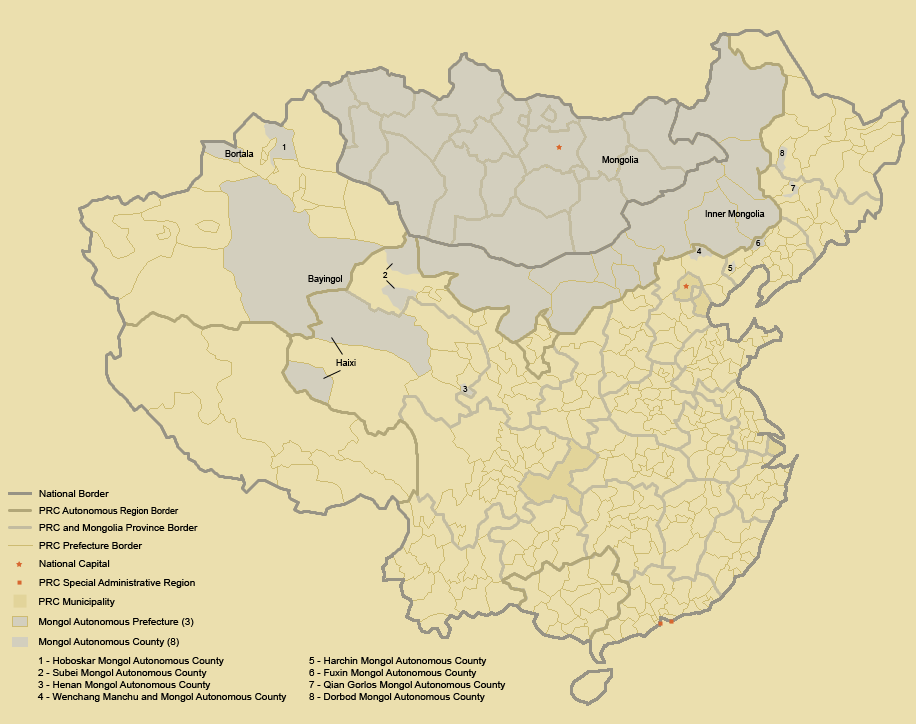
Mongolie, Mongolie-Intérieure, et régions de Chine ayant des statuts de divisions autonomes mongoles.

À la chute de la dynastie Qing mandchoue en 1911 en Chine la Mongolie Extérieure suit le mouvement initié à Wuhan, lors du soulèvement de Wuchang qui, la première, déclare la sécession de la province centrale de Hubei. Le gouvernement du Bogdo Khan, théocrate de la Mongolie autonome tente au début d'unifier la Mongolie Intérieure et Extérieure. Des troupes armées ont été envoyées en Mongolie Intérieure, mais ont dû être rappelées après que la Russie se fut rendu compte que ces mouvements pouvaient provoquer un conflit avec le Japon. En 1919, les Japonais ont mis en place un mouvement déclaré comme pan-mongol sous la direction de Grigori Semenov dans le nord-est de la Mongolie Intérieure, mais le gouvernement de Bogdo Khan a refusé de s’y joindre. Roman Fedorovitch von Ungern-Sternberg a fait aussi quelques références à un mouvement pan-mongol.
Après la défaite de Roman Fedorovitch von Ungern-Sternberg par les communistes mongols dirigés par Damdin Sükhbaatar, et l'établissement de la République populaire mongole en 1924, cette idée a été rediscutée[Par qui ?]. Mais sous la pression du Kominterm, qui considérait que s’aliéner la Chine pour le bien de moins de deux millions de Mongols n’était pas raisonnable, cette politique a dû être abandonnée].[réf. nécessaire]
Une réminiscence du mouvement pan-mongol est apparue à la fin de la Deuxième Guerre mondiale, lorsque les troupes de la République populaire mongole participèrent aux opérations soviétiques contre le Mengjiang (État fantoche mongol contrôlé par les Japonais) lors de l'invasion soviétique de la Mandchourie. Les troupes de Mongolie-Extérieure ont été retirées rapidement après la fin des hostilités.
Pour le think tank conservateur Center for Defense Information, organisme spécialisé dans les questions militaires et basé à Washington, aux États-Unis, après la réforme démocratique de 1991, plusieurs organisations non gouvernementales ont réintroduit des efforts pour recommander le mouvement pan-mongol. En Mongolie, il s’agit du « Mouvement pour l'Unité de la Nation Mongole », en Bouriatie le « Mouvement pour l'Unité Nationale Negeden » et le « Parti du peuple Bouriato-Mongol ». Cependant, aucune de ces organisations n’a obtenu d'influence politique significative.